# Nödike
Nödike is een stadsdeel van de Duitse gemeente Meppen, deelstaat Nedersaksen.
Het ontstond in de 11e eeuw als een gehucht Nadigi. Na de Tweede Wereldoorlog begon hier de stadsontwikkeling en -uitbreiding.
Nödike ligt in het zuidwesten van de stad Meppen aan het Dortmund-Eemskanaal. Het bestaat voor een groot deel uit bedrijventerreinen, vooral ten zuiden van de Schwefinger Straße. Ieder half uur (op werkdagen van plm. 06.00-20.00) stopt de stadsbus van Meppen daar.

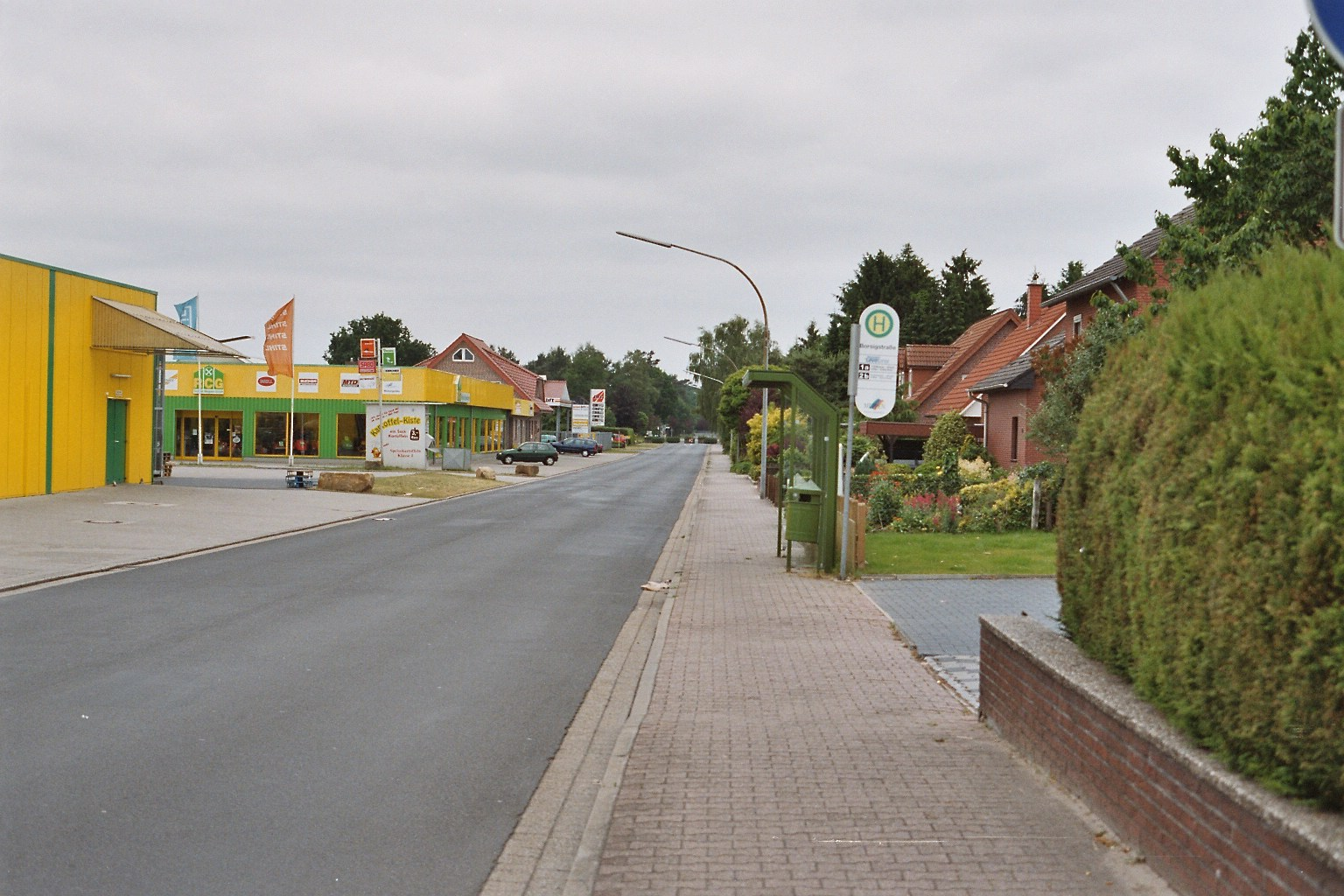
Bushalte Schwefinger Straße, Nödike